# مضاد إلعاب
مضادات الإلعاب هي أدوية أو مواد تقلل جريان اللعاب، فهي في هذه الحالة تضاد مفعول الأدوية المدرة للعاب. قد توجد مضادات إلعاب طبيعية أو مصنعة.
وتعد مضادات الإلعاب بأنها من مضادات الكولين، وقد ينتج كثير منها مستوى معينًا من التهدئة، وكلا التأثيرين مفيدان في العمليات الجراحية.
ومن مضادات الإلعاب التقليدية:
- أتروبين
- أفيون
- القلويات
- ست الحسن
- نبات البنج
- الداتورا الصفراوية
- الإفراط في التبغ
- جميع المواد المسببة للغثيان أو غير الدهنية.